# Plopsaland Deutschland
Pour les articles homonymes, voir Plopsaland.
Plopsaland Deutschland, anciennement Holiday Park,  est un parc d'attractions qui se situe près de Haßloch, dans le land de Rhénanie-Palatinat en Allemagne. Il est très connu des passionnés de sensations fortes depuis 2001, année d'ouverture de son attraction phare : Expedition GeForce. Avant son rachat par Studio 100 en 2010, le parc avait pour mascotte un perroquet vert nommé Holly. Depuis ses mascottes sont Vic le Viking, la dragon Tabaluga et Maya l'abeille. En 2006, le parc a accueilli 1,1 million de visiteurs.

## Histoire

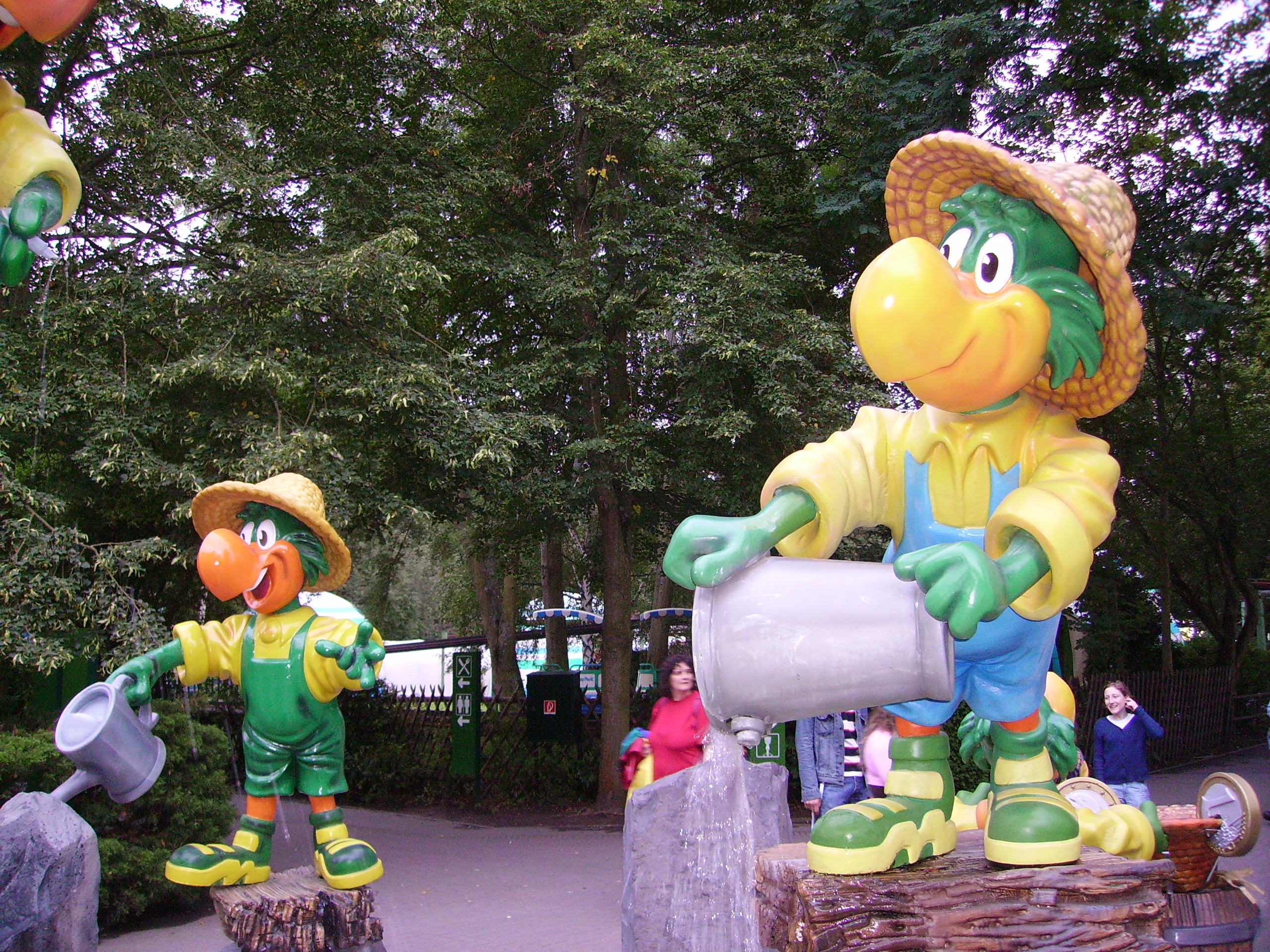
Les mascottes du parc.

C'est en 1970 que la famille Schneider achète le terrain sur lequel se trouvait déjà un petit parc (Pfälzer Märchenparks) et inaugure le parc l'année suivante. La superficie n'est alors que de 7 000 m2. Le nom Holiday Park ne fut mis en place qu'en 1973. Chaque année, le parc apporte des améliorations et de nouvelles attractions.
En 1979, il inaugure ses premières montagnes russes : Superwirbel. À la même époque, deux autres parcs investissent pour cette attraction (Walibi Wavre et Alton Towers).
2001 est une grande année pour Holiday Park puisque c'est au tour de l'attraction unique Expedition GeForce de faire son apparition.
En 2006, le parc fête ses 35 ans, la Lighthouse Tower, un Star Flyer (des chaises volantes qui s'élèvent à une hauteur de 80 mètres) fut construit à cette occasion.
En 2010, le parc est racheté à la famille Schneider par le groupe belge Studio 100, propriétaire de Plopsaland De Panne et des autres parcs Plopsa. Holiday Park garde son nom et en 2011 la mascotte Holly est accompagnée des personnages récemment acquis par le studio tels que Maya l'abeille, Tabaluga, Vic le Viking et également Anubis.
En 2018, le Holiday Indoor Hall de 5 000 m2 a été inauguré avec les attractions Tabaluga’s Roller Coaster, Mia’s Elf Flight, Farm Carousel, Giant Slide Adventure Forest et Ball Pit.
Le 3 avril 2025, l'exploitant du parc a annoncé qu'il continuerait à exploiter le parc sous le nom de Plopsaland Deutschland.

## Les attractions

### Les montagnes russes
| Nom                  | Type                  | Constructeur  | Année |
| -------------------- | --------------------- | ------------- | ----- |
| Expedition GeForce   | Méga montagnes russes | Intamin       | 2001  |
| Sky Scream           | Lancées navette       | Premier Rides | 2014  |
| Tabalugas Achterbahn | Assises en intérieur  | Zierer        | 2018  |

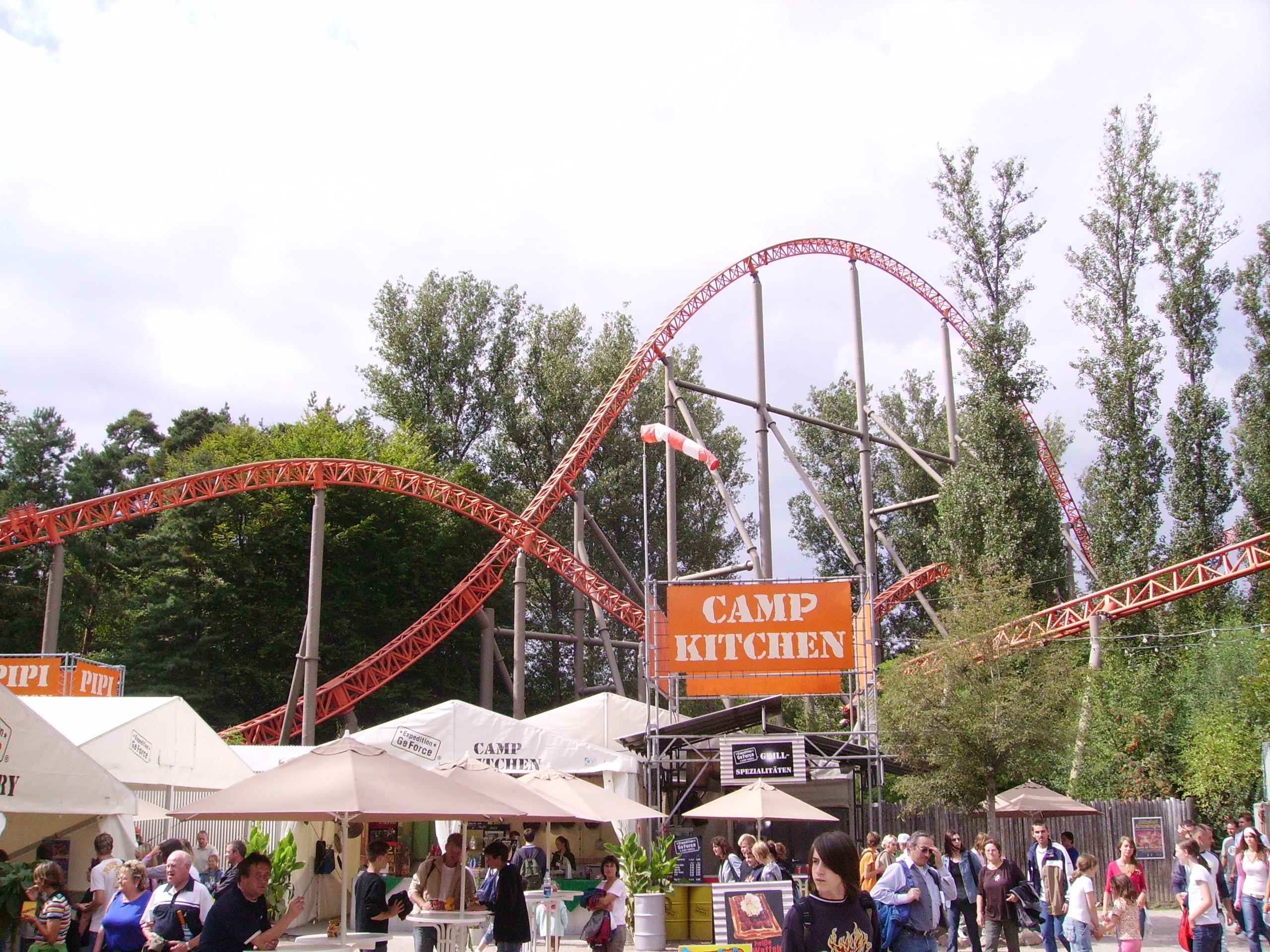
Expedition GeForce
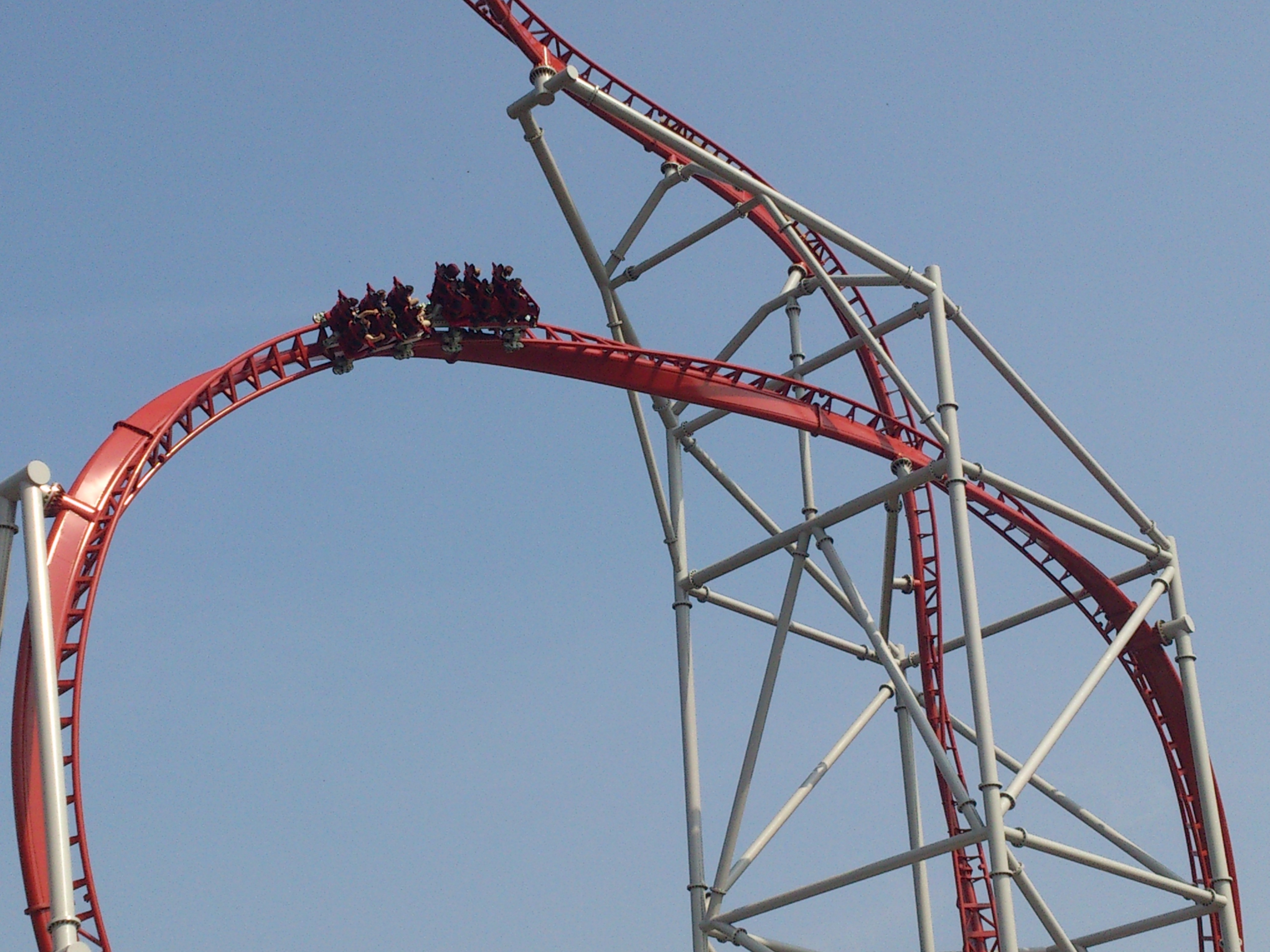
Sky Scream

#### Disparues
| Nom                     | Type/Modèle               | Constructeur | Ouverture | Fermeture |
| ----------------------- | ------------------------- | ------------ | --------- | --------- |
| Holly's Wilde Autofahrt | Wild Mouse                | Maurer Rides | 2010      | 2016      |
| Superwirbel             | Montagnes russes en métal | Vekoma       | 1979      | 2013      |
| Wilde Maus              | Wild Mouse en bois        |              | 1971      | 1978      |

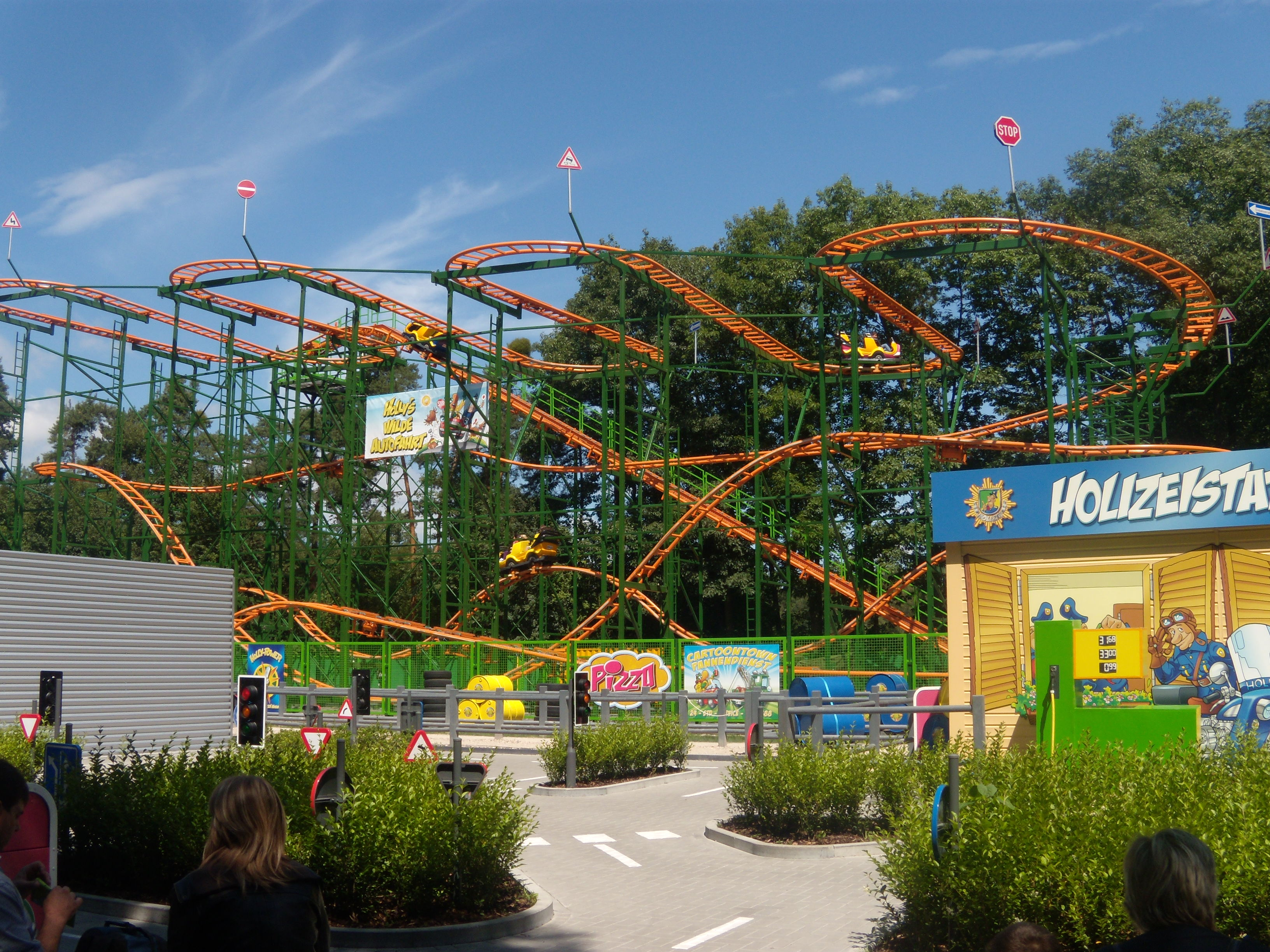
Holly's Wilde Autofahrt
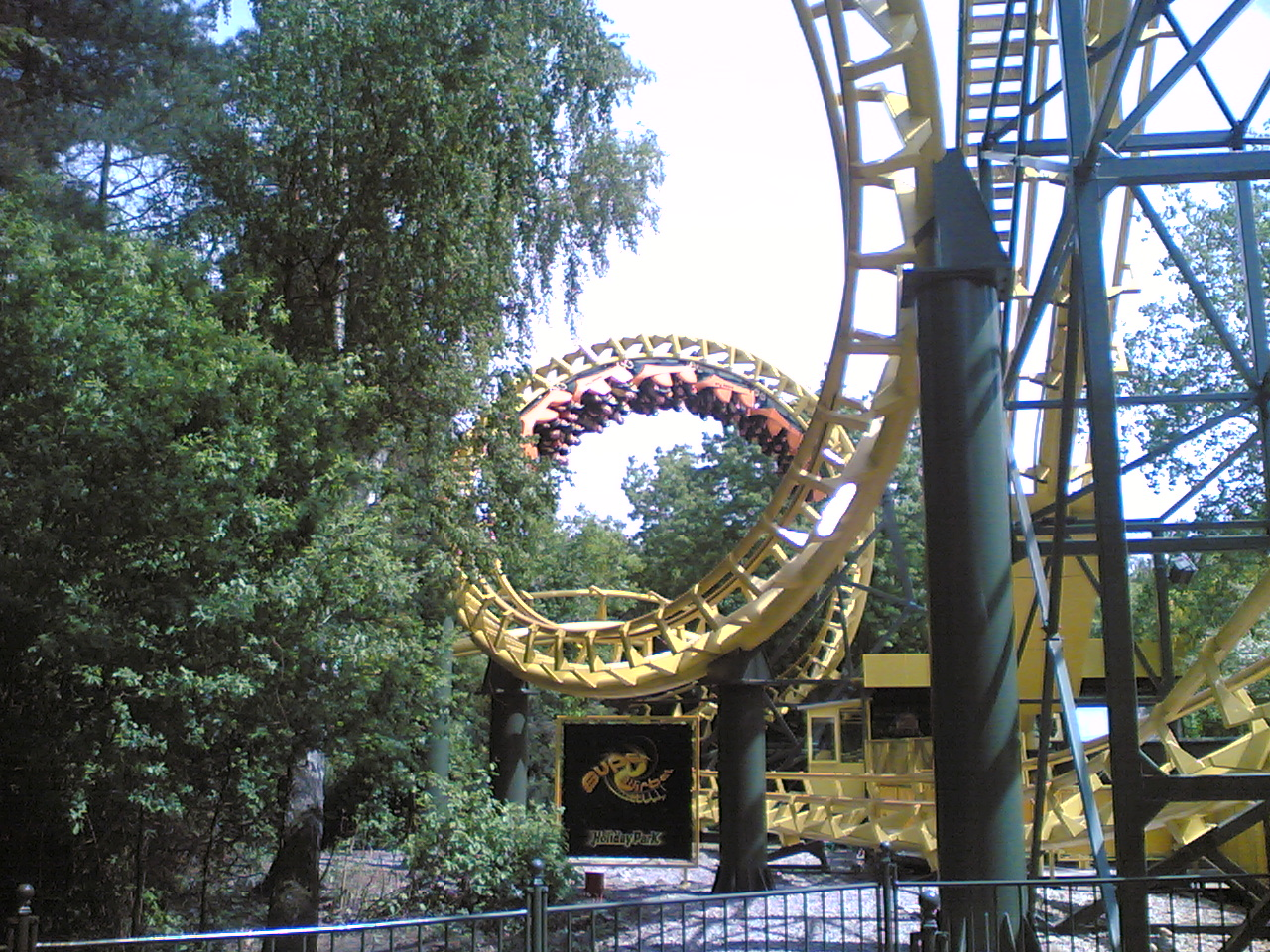
Superwirbel

### Les attractions aquatiques
| Nom                                       | Type                     | Constructeur               | Année |
| ----------------------------------------- | ------------------------ | -------------------------- | ----- |
| Dino Splash anciennement Donnerfluss      | Rivière rapide de bouées | Intamin                    | 1984  |
| Wickie Splash anciennement Teufels Fässer | Bûches                   | Mack Rides / Space Leisure | 1992  |

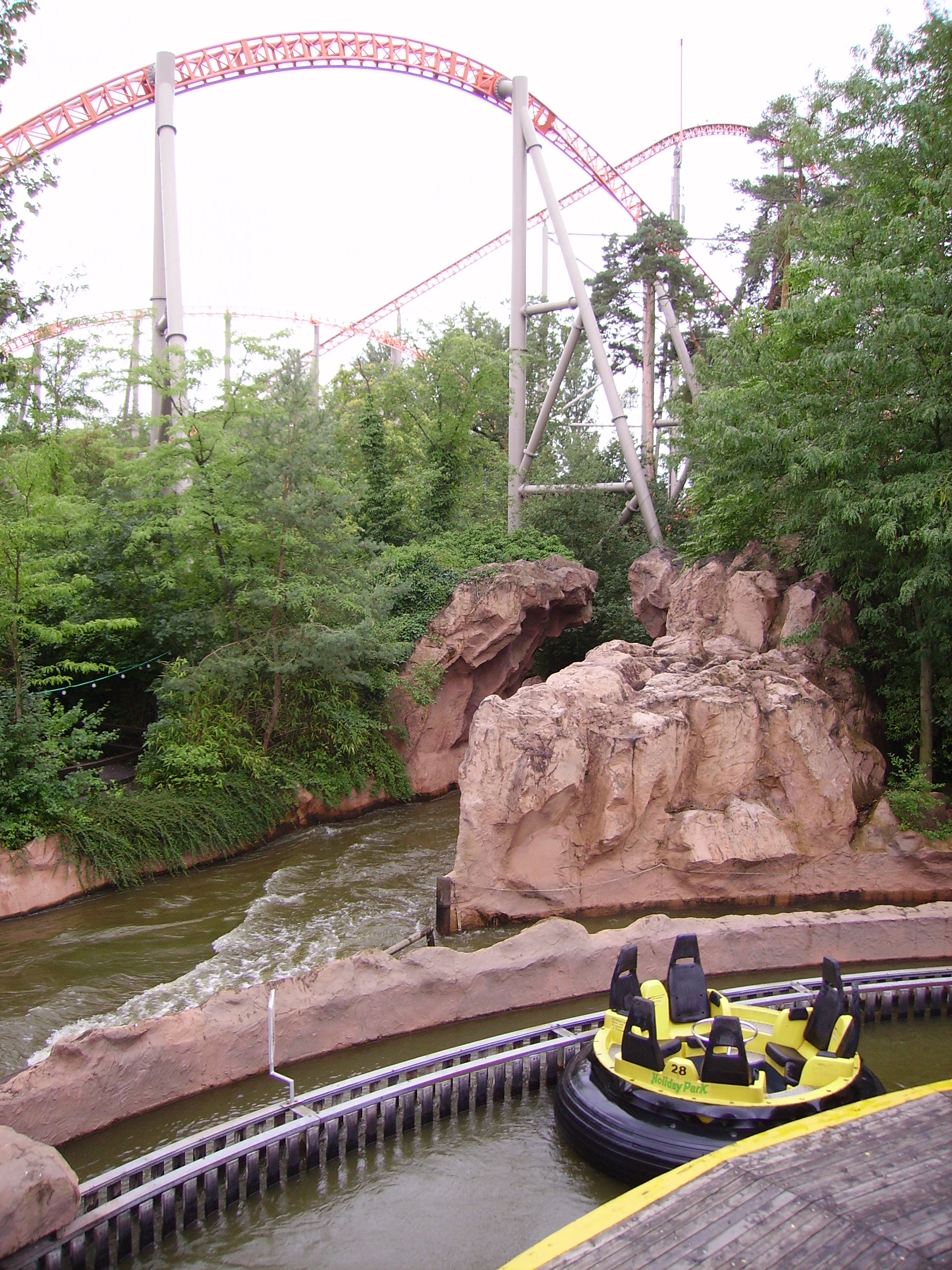
Dino Splash
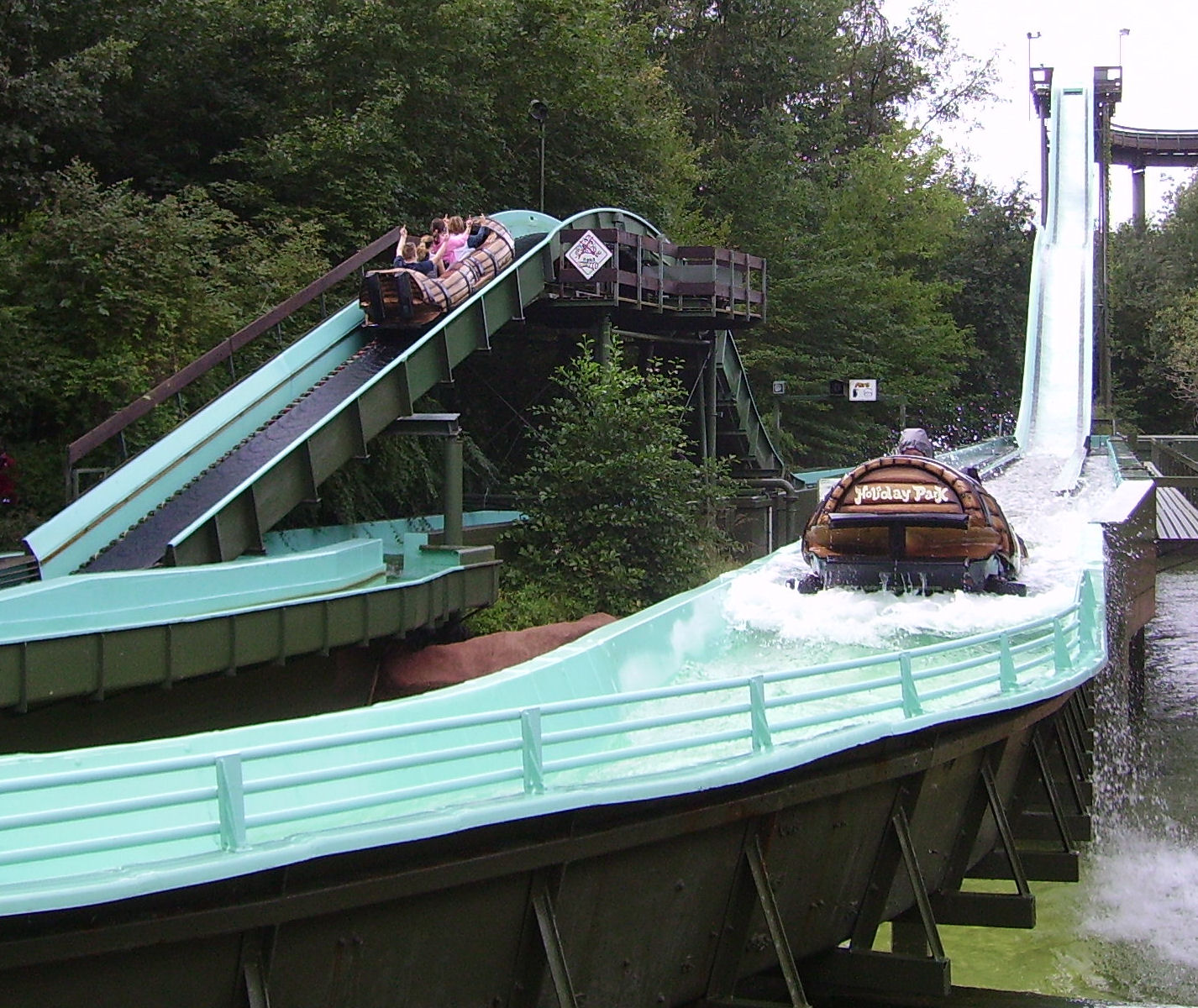
Wickie Splash

### Parcours scéniques
- Die Schlümpfe Abenteuer - 28 juin 2025

### Autres
- Abenteuerwald - Aire de jeux pour enfants en intérieur, 2018
- Antikes Pferdekarussell - Carrousel, 1981
- Anubis Free Fall Tower - Tour de chute libre (Intamin), 1997. (70 mètres de chute), nommée Free Fall Tower jusqu'en 2011
- Ballon Race - Balloon Race (Zamperla), 1993
- Bauernhof Karussel - Carrousel (Wood Design), 2018
- Beach Rescue - Jet Skis (Zierer), 2017
- Bienchenwirbel - Tasses junior (Zamperla), 2004 Anciennement nommé Holly's Honigtopfchen de 2004 à 2011.
- Die Frösche - Jump Around (Zamperla), 2011
- Fischerboote - Manège bateau (Metallbau Emmeln), 2017
- Flip, der Grashüpfer - Pony trekking (Metallbau Emmeln), 2011
- Laras Marienkäferflug - Manège enfant (Zamperla), 2004 Anciennement nommé Miss Dolly's Hummeltanz de 2004 à 2011.
- Lighthouse Tower - Star Flyer (Funtime), 2006
- Majas Blumenturm - Tour de chute junior (Zierer), 2011
- Majas Blütensplash - Manège avion (Zierer), 2012
- Mias Elfenflug - WindstarZ (Zamperla), 2018
- Mini-Cars - Autos tamponneuses junior (Ginger Rides), 2004 Anciennement nommé Holly's Minicars de 2004 à 2011.
- Red Baron - Manège avion, 2016
- Riesenrutsche - Toboggans, 2018
- Schmetterlings Flug - Vélos volants (Zamperla), 2012
- Sky Fly - Sky Fly (Gerstlauer), 2015
- Verruckter Baum - Kontiki (Zierer), 2012
- Wellenflug - Chaises volantes (Wood Design), 2016
- Willis Floßfahrt - Manège enfant (Zamperla), 2004 Anciennement nommé Rob's Flossfahrt de 2004 à 2011.

### Anciennes attractions
- Bounty Tower - Condor (Huss Rides), 1994 à 2014
- City Jet - Manège d'Avions (Zamperla), 1979 à 2011
- Gletscher Express - Petit train (Zamperla), 1978 à 2010
- Holly's Fahrschule - Auto école junior, 2011 à 2019
- Holly's Lagoon - Pédalos à mains, 2006 à 2011
- Kuli-Rikscha - Train fantôme (Mack Rides), 1981 à 1989
- Kino Monumental - Cinéma 180°, 1978 à 1996
- Spinning Barrels - Breakdance (Huss Rides), 2000 à 2014
- Sturmschiff - Bateau à bascule (Huss Rides), 1989 à 2020
- Tanzender Pavillon - Pavillon Dansant (Gerstlauer), 1994 à 2011
- Tour des Fleurs - Monorail (Mack Rides), 1973 à 2010
- Tretboote - Bateaux à pédales, 2008 à 2012
- Tabalugas Abenteuer - Croisière scénique (Mack Rides), 1974 à 2017. Anciennement nommé Anno Tobak jusqu'à 2011.
- Wellenhopser - Music Express (Mack Rides), 1989 à 2020
- Burg Falkenstein - Parcours scénique (Mack Rides), 1987 à 2022

## Anciens Spectacles
- Sapa Inka - Fusion des anciens spectacles Amaceon (Laser Show (LOBO)) et Crocodile Diana Show (Spectacle de crocodiles) (non renouvelé en 2013)
- Hollywood Spectacular - Spectacle de sports nautiques (non renouvelé)

## Galerie

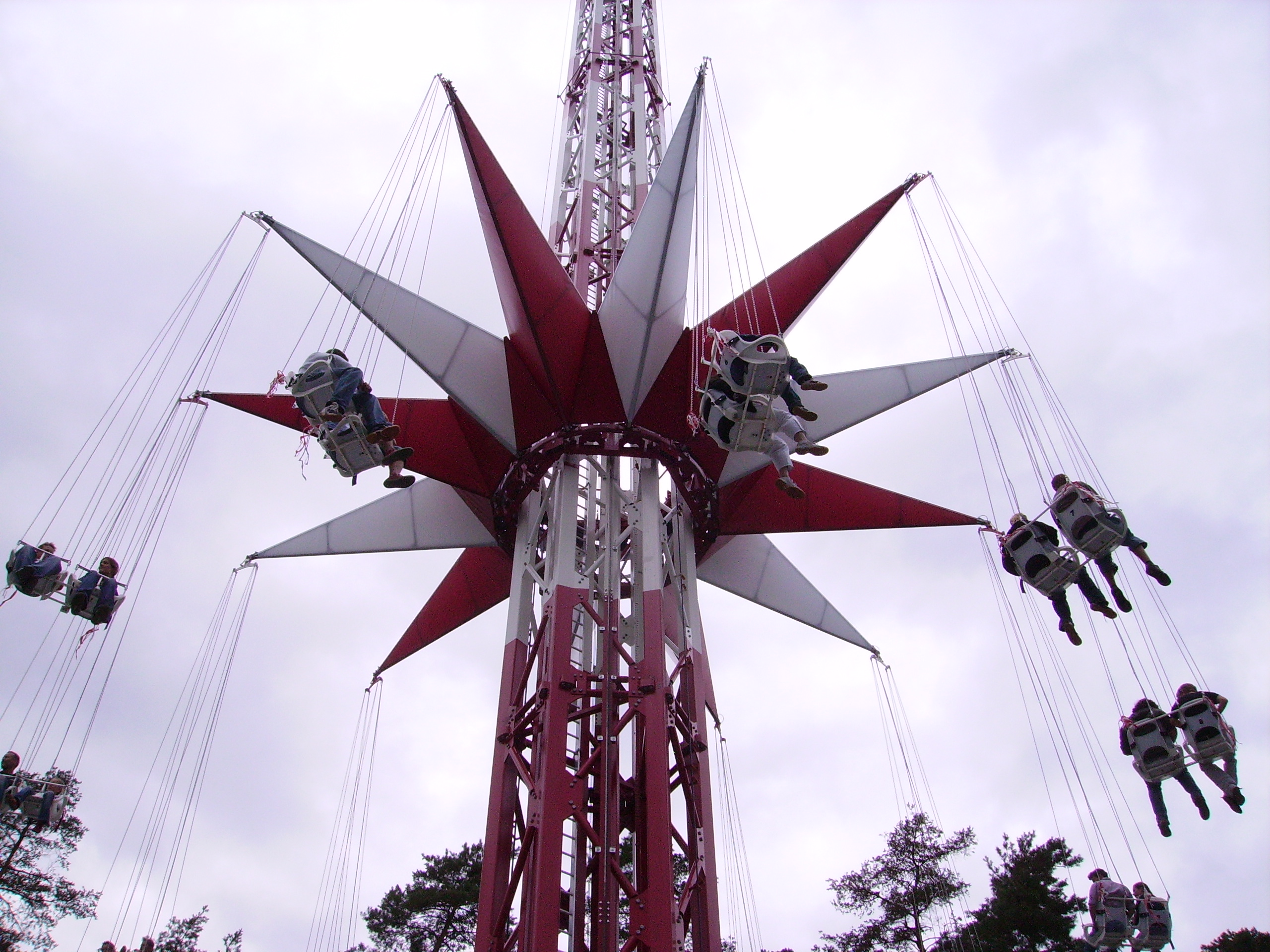
Lighthouse Tower à 80 m du sol.
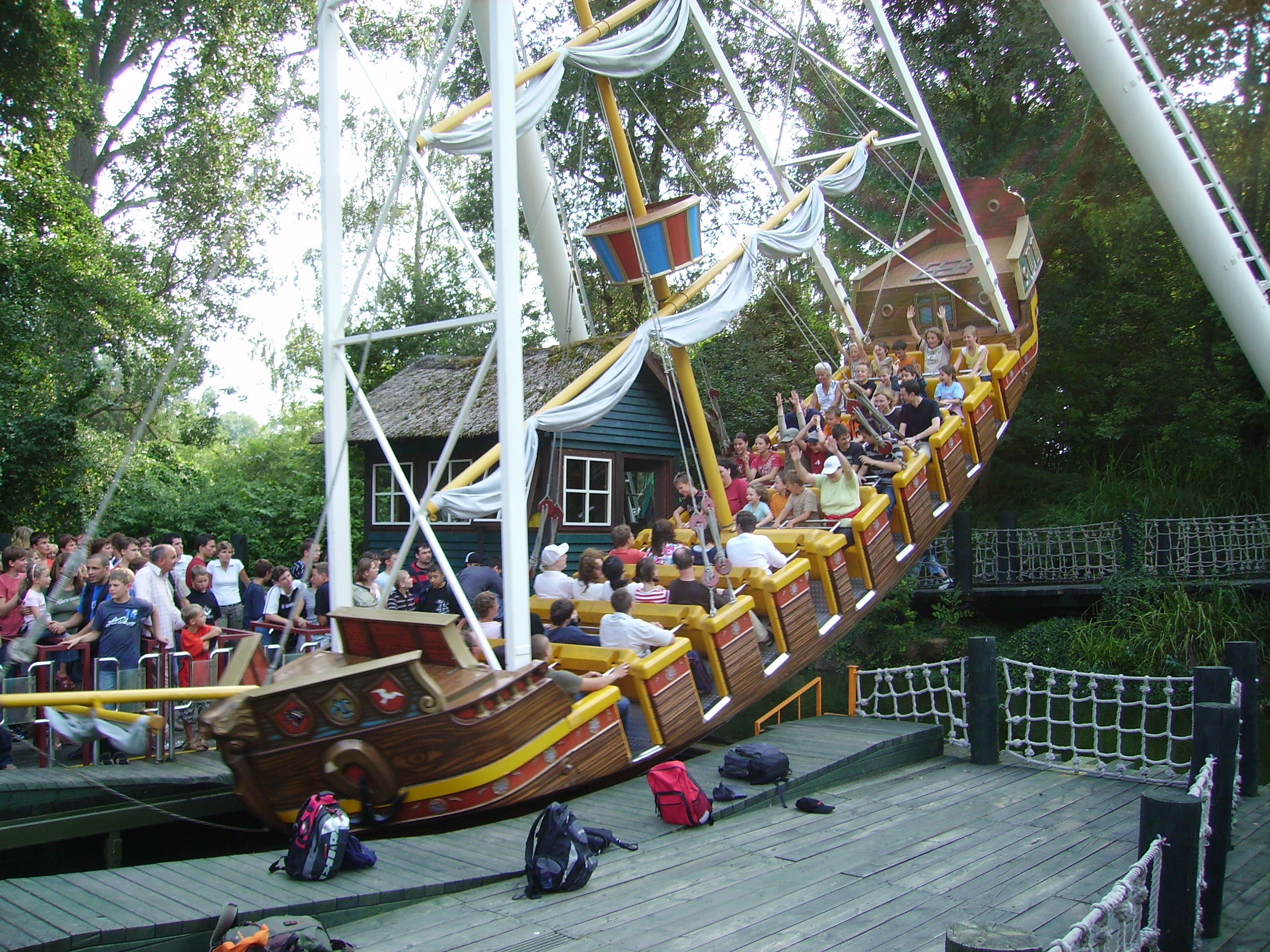
Sturmschiff
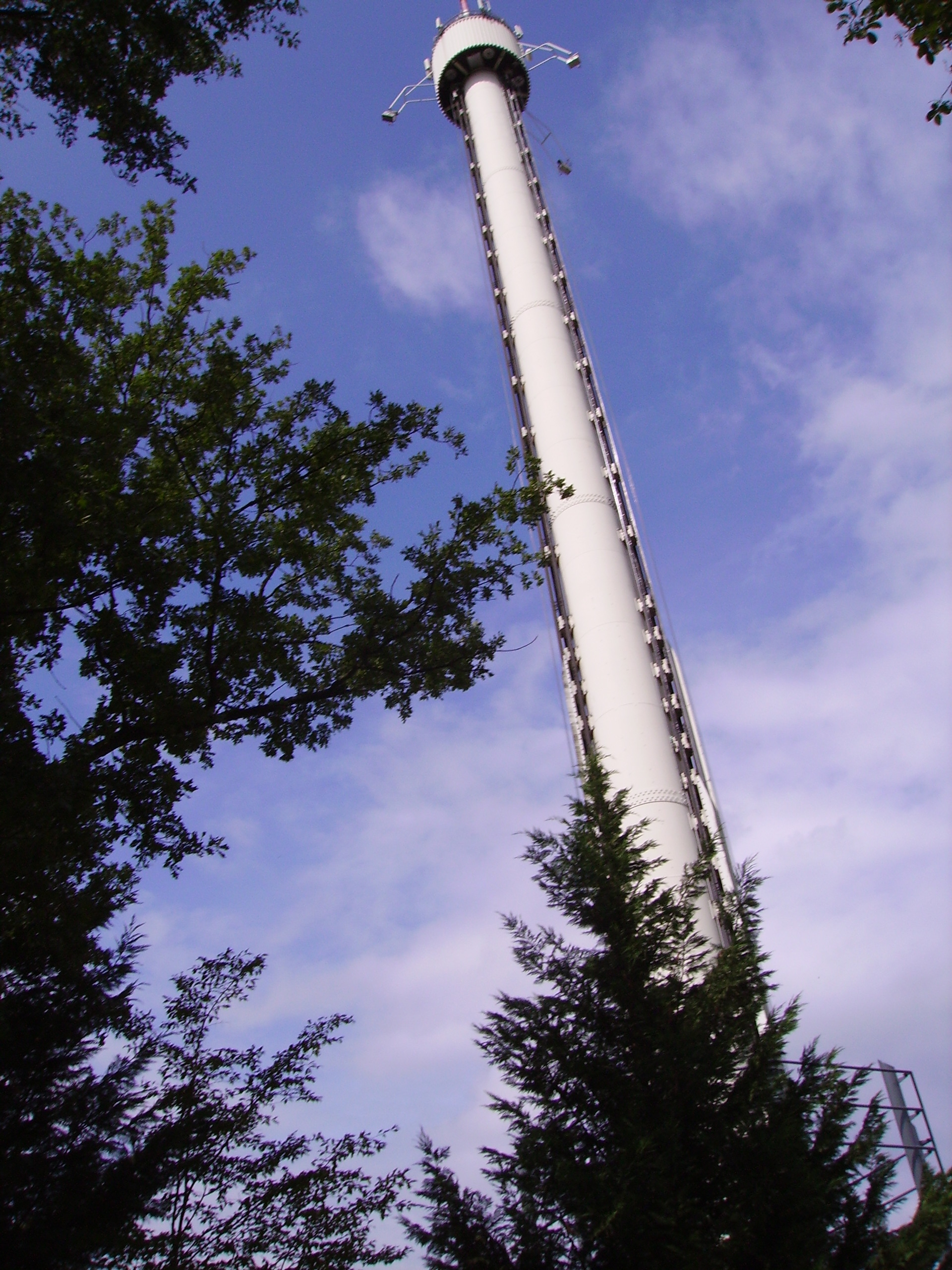
Anubis Free Fall Tower
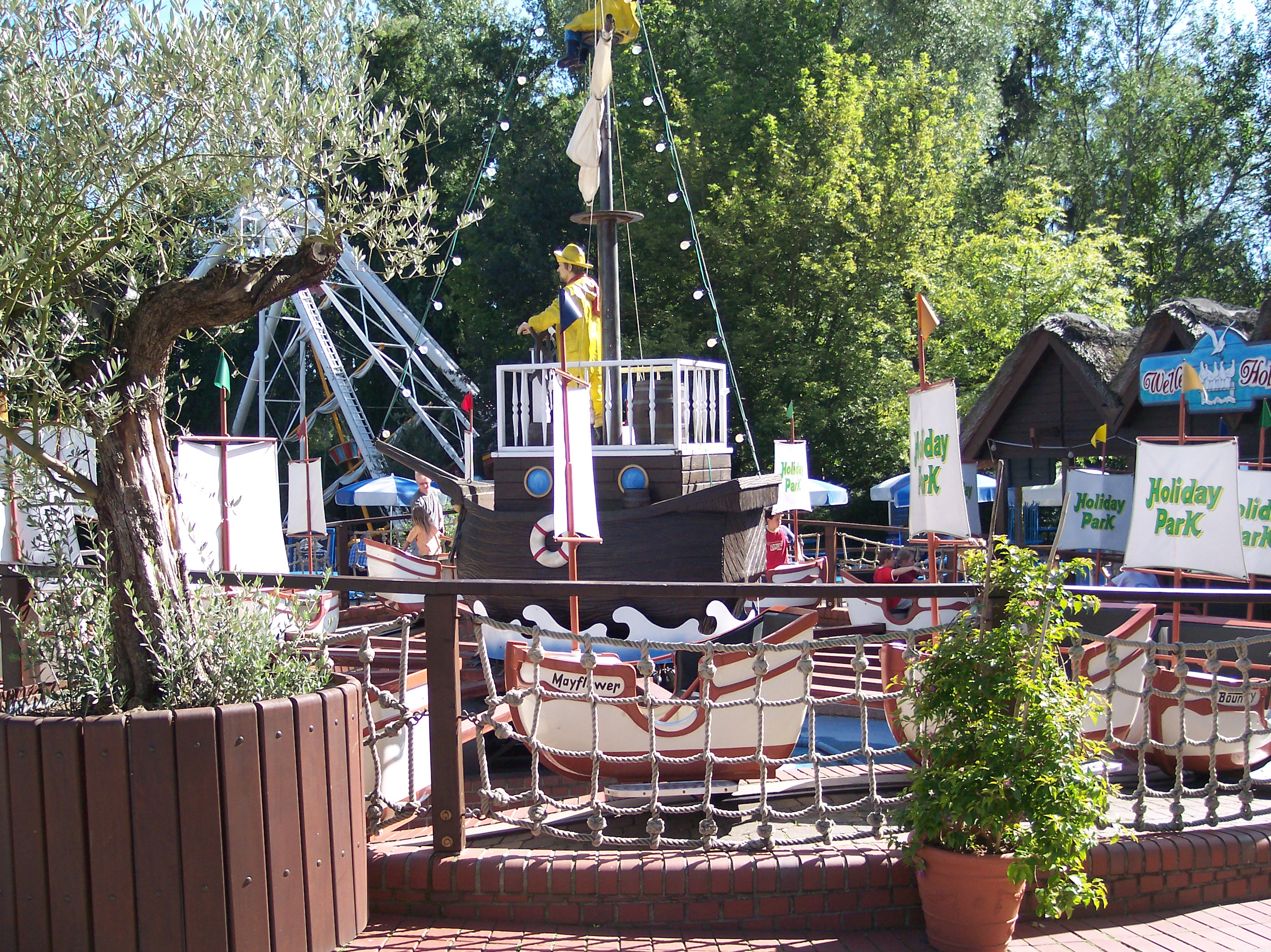
Wellenhopser